# Маковец, Дьюла
Дьюла Маковец (венг. Makovetz Gyula; 29 декабря 1860, Арад (Румыния) — 1903, Будапешт) — венгерский шахматист; сильнейший в стране в конце 1880-х — начала 1890-х годов. Шахматный литератор, редактор-издатель первого венгерского шахматного журнала «Будапешти шакксемле» (1889—1895). Выиграл 3 турнира (Будапешт) и 2 матча, в том числе у Р. Харузека — 3 : 2 (+2 −1 =2). Победитель международного турнира в Граце (1890; выиграл партию у Эм. Ласкера). На турнире в Дрездене (1892) добился наивысшего успеха в своей шахматной карьере — 2-3-е место. Шахматист позиционного стиля игры.
Из еврейской семьи. Окончил юридическое отделение Будапештского университета. В 1889 году стал одним из учредителей Будапештского шахматного общества и первой венгерской шахматной газеты «Budapesti Sakkszemle», которую редактировал.